# گمینا اوستاشوو
گمینا اوستاشوو (به لهستانی:  Gmina Ostaszewo) یک گمینا در لهستان است که در شهرستان نووه دوور گدانسکی واقع شده‌است. گمینا اوستاشوو ۶۰٫۶۵ کیلومتر مربع مساحت و ۳٬۲۰۴ نفر جمعیت دارد.